# رسوایی جاسوسی واتس‌اپ
در ۳۰ اکتبر ۲۰۱۹، فیس‌بوک شرکت مادر واتس‌اپ ، تأیید کرد که پگاسوس، یک نرم‌افزار جاسوسی پیشرفته که توسط ان‌اس‌او گروپ اسرائیل ساخته شده‌است، برای هدف قرار دادن روزنامه‌نگاران، فعالان، وکلا و مقامات ارشد دولتی هندی استفاده شده‌است. گفته می‌شود که روزنامه نگاران و فعالان برای یک دوره دو هفته ای تا ماه مه، زمانی که انتخابات ملی هند برگزار شد، هدف نظارت بوده‌اند. رسوایی جاسوسی پس از آن منتشر شد که واتس اپ در دادگاه فدرال ناحیه شمالی کالیفرنیا علیه ان‌اس‌او گروپ شکایت کرد و مدعی شد که ان‌اس‌او گروپ نرم‌افزار مورد استفاده برای آلوده کردن ۱۴۰۰ دستگاه هدف را با بدافزار توسعه داده‌است.
وزارت فناوری اطلاعات هند به دنبال پاسخ دقیق از واتس اپ در مورد این موضوع بود. آنها پاسخ دادند که در دو نوبت به دولت هشدار داده بودند - یک بار در ماه مه و برای بار دوم در سپتامبر 2019. در پاسخ به دستور دولت هند، واتس‌اپ در ماه‌های می و سپتامبر به تیم واکنش اضطراری رایانه‌ای هند اطلاع داد که نرم‌افزار جاسوسی پگاسوس بر کاربران هندی واتس‌اپ تأثیر گذاشته‌است.
حزب کنگره ملی هند مدعی شد که دولت به رهبری نارندرا مودی در حال جاسوسی از خبرنگاران، فعالان، وکلا و مقامات ارشد دولتی دستگیر شده‌است. آنها بعداً ادعا کردند که رهبران آنها، از جمله دبیرکل پریانکا گاندی، نیز مورد هدف قرار گرفته‌اند. آنها همچنین ادعا کردند که واتس اپ پیام‌هایی را برای افراد مختلفی که تلفن‌هایشان هک شده‌است ارسال کرده‌است. مهندس پای، مدیر مالی سابق اینفوسیس نیز از دولت خواست تا در مورد این رسوایی تحقیق کند و گزارشی را در اختیار مردم قرار دهد.